# Маркетт (Вісконсин)
Маркетт (англ. Marquette) — селище (англ. village) в США, в окрузі Ґрін-Лейк штату Вісконсин. Населення — 172 особи (2020).

## Демографія
Згідно з переписом 2010 року, у місті мешкала 531 особа в 224 домогосподарствах у складі 157 родин. Було 422 помешкання
Расовий склад населення:
| - 97,7 % — білих - 1,3 % — чорних або афроамериканців - 0,2 % — корінних американців |

До двох чи більше рас належало 0,2 %. Частка іспаномовних становила 0,8 % від усіх жителів.
За віковим діапазоном населення розподілялося таким чином: 21,1 % — особи молодші 18 років, 57,8 % — особи у віці 18—64 років, 21,1 % — особи у віці 65 років та старші. Медіана віку мешканця становила 49,1 року. На 100 осіб жіночої статі у місті припадало 105,8 чоловіків;  на 100 жінок у віці від 18 років та старших — 107,4 чоловіків також старших 18 років.
Середній дохід на одне домашнє господарство  становив 65 675 доларів США (медіана — 48 500), а середній дохід на одну сім'ю — 75 787 доларів (медіана — 60 313). Медіана доходів становила 44 750 доларів для чоловіків та 38 750 доларів для жінок. За межею бідності перебувало 17,1 % осіб, у тому числі 45,5 % дітей у віці до 18 років та 5,7 % осіб у віці 65 років та старших.
Цивільне працевлаштоване населення становило 285 осіб. Основні галузі зайнятості: виробництво — 21,4 %, сільське господарство, лісництво, риболовля — 13,7 %, освіта, охорона здоров'я та соціальна допомога — 11,6 %, будівництво — 11,6 %.